# سباستین مولر
سباستین مولر (انگلیسی: Sebastian Müller؛ زادهٔ ۲۳ ژانویهٔ ۲۰۰۱) بازیکن فوتبال اهل آلمان است.
وی همچنین در تیم‌های ملی فوتبال جوانان آلمان و زیر ۲۰ سال آلمان بازی کرده‌است.